# محمد زين العابدين الجذبة
محمد زين العابدين الجذبة (1328- 1426 هـ / 1910- 2005 م) مُحدِّث وخطيب سوري، خطيب الجامع الأموي الكبير بحلب قُرابة خمسين عامًا من 1354 إلى 1403هـ/ 1934 إلى 1983م، وله مؤلفات علمية.

## ولادته ونشأته
ولد محمد زين العابدين بن محمد عطاء الله بن إبراهيم بن أحمد بن محمد بن محمد صالح بن محمد الملقب بالجذبة بحلب الشهباء، يوم الاثنين 11 ذو الحجة 1328هـ الموافق 12 ديسمبر (كانون الأول) 1910م في حي البياضة وهو أحد أرفع أحياء حلب، سَكَنَه علماء وقضاة وأدباء من أُسَرٍ عريقة. ويعود نسبه إلى الحسين بن علي . نشأ في كنف أسرة عُرفت بالعلم والمعرفة، وعُهِد في بيتها التدريسُ والفتوى
والخطابة بالجامع الأموي الكبير.
كان والده خطيبًا مفوَّهًا في الجامع الأموي الكبير بحلب، ومدرِّسًا بالمدرسة الأحمدية، فاعتنى به حتى حفظ القرآن وهو ابن عشر سنين، ثم ألحقه بالمدرسة العربية الإسلامية الخاصة. لكن ما لبث زين العابدين ذا الثلاثة عشر عامًا أن فُجع بوفاة والده الذي ترك له أخوين أصغر منه، فأتمَّ تحصيل المرحلة الابتدائية في "مدرسة النجاة" وهي مدرسة عامة، وأحسنت إليه والدته إذ حفَّزته للانتساب بعدها إلى المدرسة الخُسْرَوِيَّة التي كانت تعدُّ أزهرَ سورية ليسلك سبيل والده وأجداده.

## دراسته وشيوخه
انتظم في المدرسة الخسروية سنة 1344هـ / 1925م وأكبَّ على طلب العلم وتحصيله على عدد من علماء حلب؛ فقرأ الفقه الحنفي على أحمد محمد الزرقا، وقرأ أصول الفقه الحنفي على أحمد الكردي، وقرأ الحديث من الأربعين النووية، ومختصر ابن أبي جمرة للبخاري، والشمائل المحمدية للإمام الترمذي على محمد راغب الطباخ، كما قرأ عليه من علم المصطلح مقدمة ابن الصلاح، والسيرة النبوية وسيرة الخلفاء، وقرأ علم المنطق والتوحيد والعقيدة الإسلامية على فيض الله الأيوبي، كما قرأ علم التفسير على أحمد الشماع، وقرأ علم النحو والصرف والبلاغة والأدب العربي على كامل الغَزِّي و إبراهيم السلقيني ومحمد الناشد، وعمر أسد، كما قرأ علم الفرائض على محمد عبد المعطي وقرأ كتاب الشمائل المحمدية على عيسى البيانوني، وقرأ علم القراءات والتجويد على أحمد بن حامد التيجي المدني المصري، كما درس العلوم الكونية كالرياضيات، والجغرافية.
تخرج في المدرسة الخسروية سنة 1350 هـ / 1931 م، ثم لازم دار الحديث بدمشق يوم كان شيخها محدث بلاد الشام محمد بدر الدين الحسني خلال الأعوام (1931 - 1934) م. وكان يذكر الرعاية التي كان يجدها منه، والمحبة التي كان يكنُّها له ولآبائه.
ولقي في حياته علماء وشخصيات عدة ومنهم أبو الحسن الندوي، إذ التقيا في مكة المكرمة عام 1963 في موسم الحج، وقد أهداه بعض كتبه، وكانت بينهما مراسلات.

## وظائفه

### الخَطابة
في سنة 1354هـ / 1934 م أُسنِدَت إليه خطابة الجامع الأموي الكبير بتوجيه من تاج الدين الحسني الذي كان رئيس الحكومة السورية آنذاك، واستمر به خطيبًا حتى سنة 1403 هـ / 1983 م، وقد انقطع خلال ذلك مدةً من الزمن ليخطب في جامع إبشير باشا، ثم طلب نقلَه من مديرية أوقاف حلب إلى جامع الترمذي ليكون خطيبًا به، وترك الخطابة سنة 1410 هـ / 1990 م.

### الوظيفة الإدارية
في أبريل (نيسان) من سنة 1354 هـ/ 1935 م أسندت له إدارةُ أوقاف قضاء معرة النعمان على صغر سنِّه، يوم كان مدير قضائها شفيق الراشد، ثم نُقِل إلى مديرية أوقاف حلب سنة 1357 هـ / 1938 م يوم كان مديرها أحمد القاسمي، وباشر عمله محاسبًا لمتولي الأوقاف الإسلامية بحلب، كما كان مقرَّرًا في مجلس الأوقاف الذي كان يرأسه مفتي حلب عبد الحميد الكيالي. وفي سنة 1382 هـ / 1963 م ترك مديرية أوقاف حلب بناء على طلبه لينتقل إلى ملاك دائرة الإفتاء والتدريس الديني ويكون مدرسًا عامًّا لحلب، واستمر بالتدريس لا ينقطع عنه بجدِّ ونشاط ومثابرة عليه حتى قبل وفاته بقليل من الأشهر.

### التَّدريس
ابتدأ التدريسَ في المدرسة الأحمدية سنة 1357 هـ / 1938 م، وعُهِد إليه تدريس علم المنطق والتوحيد للبقية الباقية من مجاوريها إلى أن أُغلِقت أبوابُها سنة 1368 هـ / 1949 م وانتهت أعمالها إثر صدور القرار الجمهوري عام 1949 م بضبط الأوقاف الخيريَّة والذرِّيَّة.
وبعد أن عُطِّل العملُ بالمدرسة الكَواكبيَّة التي كان مقرُّها حي الجَلُّوم، آلَ التدريس منها إلى الجامع المجاور لها "جامع أبي يحيى الكواكبي" بموجب كتاب موجَّه من الطبيب حسن فؤاد إبراهيم باشا متولي وقف جدِّه الأعلى أحمد الكواكبي، فعهِد إليه تدريس الفقه الحنفي به سنة 1364 هـ / 1945 م واستمرَّ مدرِّسًا فيه حتى سنة 1413 هـ / 1992 م.
أما المدرسة الشعبانية فقد أُسنِد إليه تدريس المواد الشرعية فيها سنة 1368 هـ / 1949 م، بعد أن ثاب إلى المدرسة عزُّها، حاملةً اسم "معهد العلوم الشرعية"، وكان مديرها آنذاك محمد عطاء الله الصابوني وأعقبه على الإدارة عبد الوهَّاب سكر، وفي سنة 1381 هـ / 1962 م آل أمر إدارة المدرسة الشعبانية إلى جمعيَّة خيريَّة قام عليها الشيخ عبد الله سراج الدين، فأولاها وأعضاؤها العناية زالاهتمام واستقطاب طلبة العلم الشرعي، وأحدثوا "مدرسة التعليم الشرعي"، ثم أحدثوا الصف الخاص الجامعي ورُبِطَ مع الأزهر الشريف، فأسنِد لزين العابدين فيه مجموعة من المواد الشرعية، واستمرَّ على هذا حتى ترك التدريس فيها سنة 1422 هـ / 2002 م.
وإلى عمله في المدارس آنفة الذكر؛ درَّس في المدرسة الخسروية "الثانوية الشرعية" من سنة 1384هـ /1964 م إلى سنة 1408 هـ / 1988م طائفةً من المواد الشرعية كالتوحيد، والحديث الشريف، والتفسير.
قرأ عليه جلُّ علماء حلب منذ بدأ التدريس بالمدرسة الأحمدية ثم الشعبانية والثانوية الشرعية، في زمنٍ قدْرُه أربع وستون سنة، فقرأ عليه الجدُّ والابن والحفيد.

## إجازاته
أجيز بالحديث الشريف من المؤرِّخ المحدِّث محمد راغب الطباخ بحلب سنة 1351 هـ / 1932 م، كما أجيز من الشيخ محمد بن الهاشمي التلمساني الحسني بدمشق سنة 1379 هـ / 1959 م، وأجيز من المحدِّث الشيخ محمد العربي بن التبَّاني الإدريسي المغربي المكي بمكة سنة 1382 هـ / 1963 م، وأجيز من العالم التركي الشيخ محمود سامي رمضان أوغلو، وأجاز الشيخ عددًا من مريديه وطلابه بما رواه عن شيوخه بالمعقول والمنقول.

## مؤلفاته
قضى زين العابدين الجذبة جُلَّ عمره في التدريس، فأمضى في التحضير وقتًا يسبر فيه أغوار الكتب حتى مُلِأَت أطرافُها بالحواشي العلمية واللغوية، وترك عددًا من المصنَّفات المخطوطة التي لم تُطبَع.
وقام ولده أحمد منير على جمع وترتيب خطب يوم الجمعة بالجامع الأمويِّ الكبير التي كان يدونها والده منذ 1353 هـ / 1934 م فاختار بعضَها وطبعها في كتابٍ أسماه: «لوامعُ الخطب في أمويِّ حلب» في مجلدين صدرا عن دار نكه مي للطباعة والنشر والتوزيع، بحلب 1429 هـ / 2008 م.

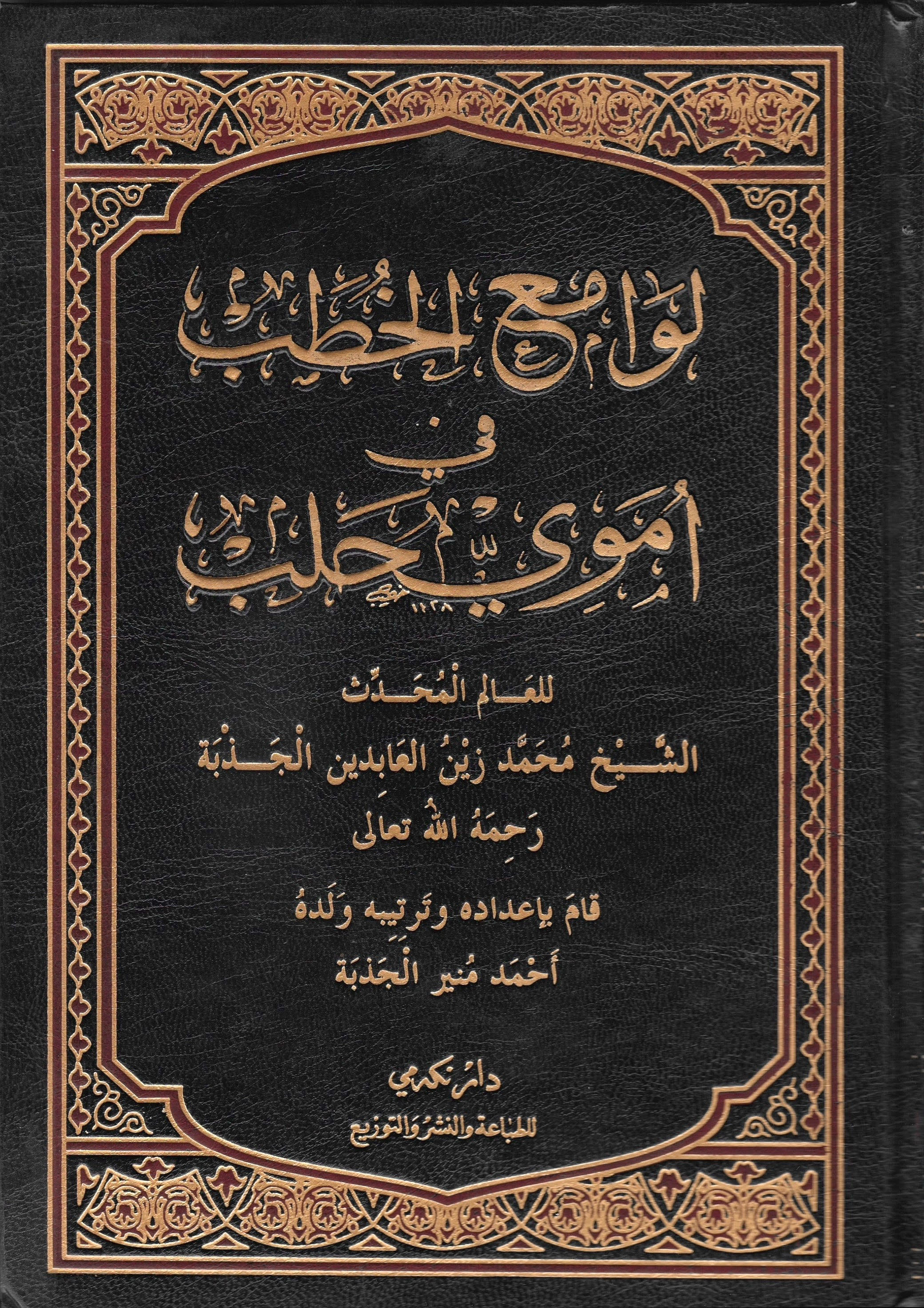
غلاف كتاب لوامع الخطب في أموي حلب

## صفاته ومنهج حياته
عاش خمسا وتسعين سنة، كانت حياته ينبوعا في العلم والدقة واستقامة الذاكرة التي لم تلوها الأيام، وتوقد ذهن لم تطفئه السنون. كان يقول: «هذه جوارح حفظناها عن المعاصي في الصغر فحفظها الله علينا في الكبر».
فمنذ أن وعى الحياة وهو في شرخ شبابه كان يحب مجالسة العلماء والصالحين، وذوي الفكر والفضل ممن سبرهم الدهر وعجمت أعوادهم الأيام.
كان رحمه الله تعالى منور الشيبة، وقورا في مشيته ومجلسه وحديثه، يتحلى بإباء وشمم ورجولة كاملة وحصافة عقل وافرة، يصدع بكلمة الحق في تلطف وحكمة، ثم في صراحة ووضوح.
كان حاضر البديهة، صادق الفراسة، متحرجا عن الفتيا، عالي الجناب، زاهدا بما في أيدي الناس، معتمدا على الله في المنشط والمكره، مستعينا به في تصرفه ومستقره، سائله أن يدخله مضمار السابقين، وينزله لسان صدق في الآخرين.
كان عظيم التواضع بدون ضعة، له من اسمه «زين العابدين» النصيب الأوفى بالتعبد والرجوع إليه. لايحب أن يثقل ظله على أحد، حتى على ولده، كان عف اللسان يحب الخير وأهله، ويقتفي آثار أولي الفضل من العلماء العاملين والأتقياء الصالحين الذين تخلف عن قافلتهم ليحذو حذوهم ويسير على قدمهم. وكم كانت السعادة تغمر قلبه والفرحة تملأ جوانحه بسير طيفهم وذكر حديثهم.
وصفه فضيلة الشيخ أحمد سردار رحمه الله تعالى في كتابه إعانة المجدين في تراجم المحدثين من الشيوخ الحلبيين وهو يتحدث عنه بقوله:
«حضرت دروسه، وجالسته في بعض البيوت بحلب، وتقربت منه أكثر فأكثر أثناء دراستي في معهد العلوم الشرعية، وقرأت عليه الشمائل المحمدية للإمام الترمذي مع شرح الحديث وتراجم الصحابة الذين وردت أسماؤهم أثناء الحديث والشرح، وقرأت عليه من علم التوحيد؛ الجوهرة مع شرحها، وله مطالعات كثيرة، وتقييدات وتقريرات أكثر وأشهر، وطلابه وتلامذته يعرفونه تمام المعرفة، فهو المثال في العلم وتعليمه بحيث يشعر تلميذه بين يديه أنه ولد من أولاده، فكان هؤلاء ولا يزالون على تمام محبتهم له، لما فيه من الصفات التي تميز بها، فهو سخي النفس كريم اليد، مضياف في منزله، ويشعر ضيفه أنه صاحب المنزل، يستقبل بالترحاب والتكريم ويودع بالمثل، ومداركه بعيدة المدى، شجاع كبير قرن شجاعته بالأدب والعقل، وهذه هي الشجاعة، فإن خرجت عن حد العقل كانت تهورا، وهيئته هيئة المحدثين، ولا غرو في ذلك فهو ممن ورثهم وأخذ عنهم، فهو متواضع، حسن المعاشرة، وحسن المحاضرة، أخلاقه عالية وتربيته سامية، مهيب الطلعة وقور، صحبته أثناء الدراسة وبعدها، فكان نعم الأستاذ ونعم المحدث والمرشد ، ينظر إلى تلامذته بعد التخرج كما ينظر الأخ إلى أخيه، لا يتعالى على أحد منهم، وينظر إليهم أيضا كقرناء له، وكيف يقارن البحر بالساقية، ولكنه الخلق الرفيع ، وكنت ولا أزال أنظر إليه كما ينظر الولد إلى أبيه البار به المحترم عنده وعند سائر الناس، يكثر من الصلوات والتسليمات على سيدنا رسول الله‘ وله أوراد وأذكار وأدعية، وقدم كبير في التصوف الصافي، صحب الشيخ أبا النصر محمد بن سليم خلف الحمصي، والشيخ رجب الطائي الحلبي، والشيخ محمد الهاشمي الدمشقي، وبالجملة فهو مدرس مقرر فاضل، وخطيب محاضر كامل، له تأثير في القلوب حال وعظه وإرشاده العام كأنه الحسن البصري أبو سعيد، وفي حال خوفه وخشوعه فكأنه محمد بن سيرين، صاحب تقوى وورع وعبادة لله تعالى والتزام بالشرع الشريف، وتمسك بالسنة المطهرة، محب لله ولرسوله ولمن والاهما».

## أسرته
تزوج زين العابدين بالسيدة فاطمة بنت قاسم أنيس قَرْقَناوي ولديه منها أربعة أولاد وأربع بنات، وهم: شُهْدَة، ومحمد عطاء الله وهو مدرس للغة العربية (ت 2020)، ورُفيدَة وهي متخصصة في الشريعة الإسلامية ومدرِّسة، وأحمد منير وهو حاصل على الدكتوراه في الرياضيات وأستاذ جامعي في كليات الهندسة بجامعة حلب، وهُمَينة (ت 2020)، وإبراهيم سعد وهو متخصص في الكيمياء، ومُعانة، ومحمد معن وهو مهندس الكهرباء والإلكترون ووزير صناعة سابق (ت 2020).

## وفاته

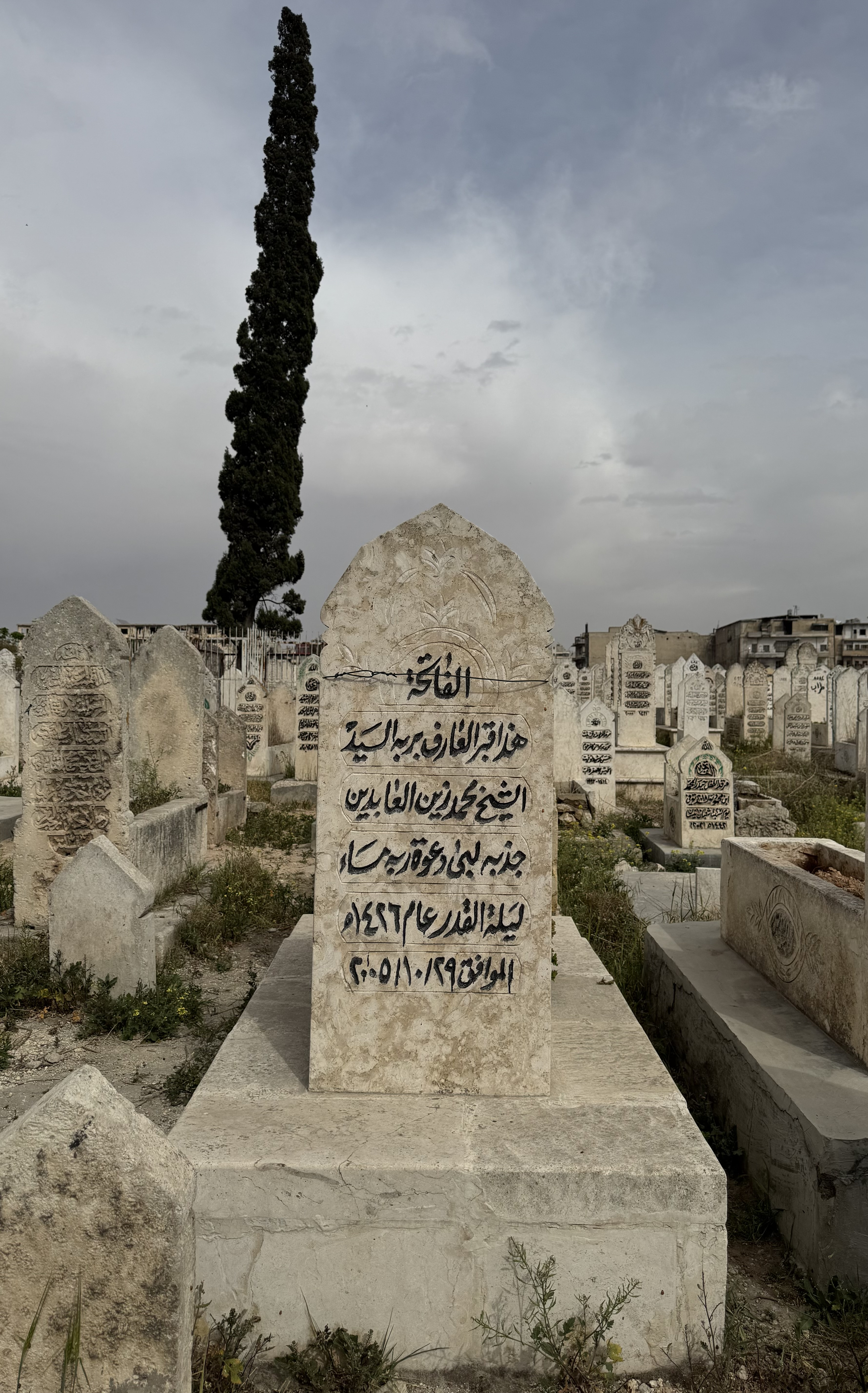
صورة قبر محمد زين العابدين الجذبة

توفي محمد زين العابدين الجذبة مساء يوم السبت الذي صادف ليلة القدر من عام 1426هـ، الموافق 29 أكتوبر (تشرين الأول) 2005 م. وشُيِّع جثمانُه ظهر اليوم التالي الأحد من منزله في زُقاق الجذبة بمحلَّة البيَّاضة إلى المدرسة الشَّعبانية، حيث صلى عليه الشيخ د. إبراهيم السلقيني، ثم دُفن بمقبرة كَرَزْ دادَه.
وأقيم مجلس العزاء في المدرسة الشعبانية رثاه فيه عدد من العلماء بكلمات عبَّرت عن حزنهم لفقده، ومنهم د. نور الدين عتر الذي قال في مقدمة كلمته: « أعظم الله الأجر، وأجزل المثوبة، وألهم الصبر لفقد عالم جليل من أجداد هذه الأجيال في العلم، وقدوة الأجيال في العمل، وأُسوة الأجيال في التُّقى والتمسُّك بأهداب الطاعة، طاعة الله ورسوله، هو الشيخ محمد زين العابدين الجذبة..».
ومن الجدير بالذكر أن ورثة الجذبة أهدَوا مكتبة والدهم بعد وفاته لمكتبة الجامع الأموي الكبير بحلب، التي كانت قد أنشئت حديثًا لتكون امتدادًا للمكتبة الوقفية وكان يديرها د. محمود المصري.

## الملاحظات
1. ↑  لُقِّبَ العالِمُ الشيخُ محمد المتوفَّى سنة 1215هـ/ 1799م بالجَذْبَة لمكانته العالية بالعلم والمعرفة ولجَذْبِهِ القلوبَ بالدَّعوة إلى الله، و معنى "الْجَذْبَة" عند الصوفية هو اختصاص الله نخبةً من عباده بالعلم والمعرفة والرِّضوان.
2. ↑  كان التَّدريس منوطًا بالعائلة في المدرسة السَّعديَّة والشعبانيَّة والأحمديَّة وذلك بموجب البراءات العثمانيَّة المحفوظة، وكذلك الخطابة.
3. ↑   أسسها نقيب الأشراف بحلب أحمد أفندي بن طه زاده الجلبي 1165 هـ / 1753 م في محلة الجَلُّوم، وإليه نسب اسمها. تميزت مكتبتُها بنفائس الكتب التي وقفها عليها مؤسِّسُها، ونُقِلت إلى المدرسة الشرفية (المكتبة الوقفية بحلب) بعد تعطُّل أعمالها، ثم إلى المكتبة الوطنية السورية بدمشق (مكتبة الأسد سابقًا)[11]
4. ↑   أسَّسها مفتي حلب ونقيب الأشراف أحمد بن أبي السعود الكواكبي (ت 1197 هـ / 1783 م)